# Ньянг (язык)
Ньянг (Banjangi, Banyang, Banyangi, Bayangi, Kenyang, Manyang, Nyang) — основной южно-бантоидный язык, который принадлежит языковой семье мамфе, на котором говорят в дивизии Купе-Муаненгуба (западный край поддивизии Нгути); вокруг и на юго-западе дивизии Мамфе (поддивизии Верхний Баньянг и Центральный Мамфе) дивизии Манью Юго-Западного региона в Камеруне. Это один из 286 языков Камеруна, на котором говорят более 65 000 человек. Хотя не все 65 000 носителей могут умело говорить на французском и английском языках (официальные языки Камеруна), стоит отметить, что все они говорят на гибридном пиджине (камерунский пиджин) и в этом контексте, создают новую динамику для выживания говорящих на ньянге, которые должны адаптироваться, чтобы его носители адекватно взаимодействовали в этом многоязычном обществе.
У ньянг существуют диалекты бакони (верхний балонг, китвии, кичве, маньеман, северный балонг, твии), верхний кеньянг (хаут-кеньянг) и нижний кеньянг (бас-кеньянг).

## Некоторые фразы
- Nnah — общее приветствие
- Neyi — утреннее приветствие
- Neyi nkuo — ответ на Neyi
- Echina? — Как дела?
- Abekubep — ответ на Echina
- Reegi — приветствие (диалект верхний баянги)
- Reegi nkuo — ответ на Reegi